# O Homem de La Mancha

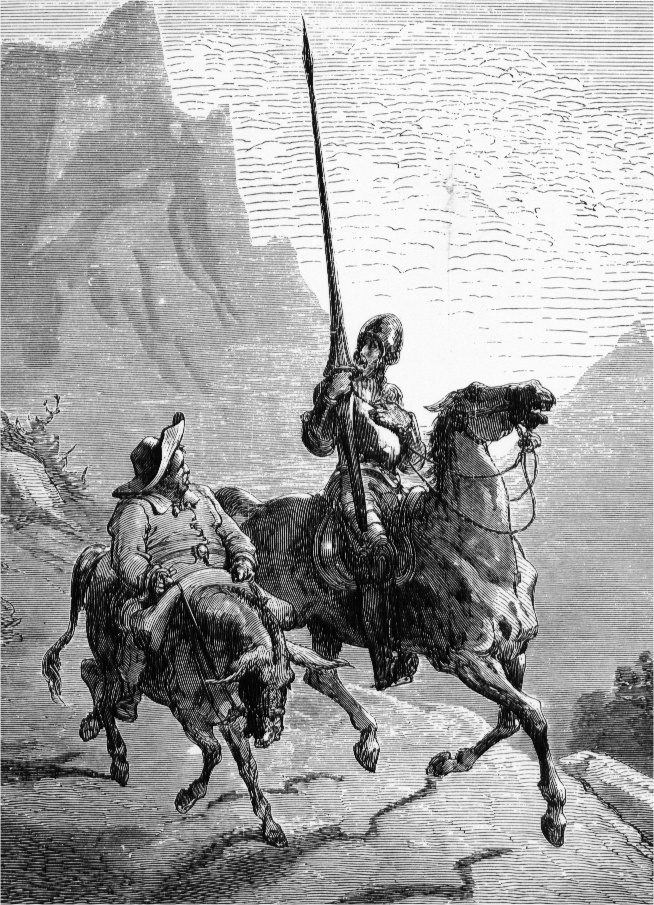
D. Quixote e Sancho Pança (ilustração de Gustave Doré)

O Homem de La Mancha (no original, Man of La Mancha) é um musical escrito por Dale Wasserman, com música de Mitch Leigh e letras de Joe Darion, baseado em D. Quixote de Cervantes.
Na Broadway, o musical foi apresentado pela primeira vez em 1965, teve 2.329 apresentações e ganhou cinco prêmios Tony, incluindo melhor musical. Foi reapresentado inúmeras vezes, tornando-se um dos mais vistos espetáculos de teatro musical e uma das escolhas mais populares das companhias teatrais.
A canção, The Impossible Dream, tornou-se um clássico.

## No Brasil
No Brasil, a peça foi traduzida por Paulo Pontes e Flávio Rangel e dirigida por Flávio Rangel. A versão para o português das canções foi feita por Chico Buarque de Holanda e Ruy Guerra. Estreou em 15 de agosto de 1972 no Teatro Municipal de Santo André, contando com a participação dos atores Paulo Autran, Bibi Ferreira e Dante Rui nos papéis de Dom Quixote, Dulcinéia e Sancho Pança, respectivamente. A seguir, o musical passou a ser encenada no Teatro Anchieta, em São Paulo.
Em 15 de janeiro  de 1973 foi inaugurado o Teatro Adolpho Bloch, no Rio de Janeiro, com o musical, quando o personagem de Sancho Pança passou a ser interpretado pelo ator Grande Otelo. O Homem de La Mancha permaneceu oito meses em cartaz e no ano seguinte, de janeira a março, fez temporada popular no Teatro João Caetano.